# Lucienne Bréval
Lucienne Bréval (Bertha Agnès Lisette Schilling) (4 de noviembre de 1869, Zürich- 15 de agosto de 1935, Neuilly-sur-Seine) fue una soprano dramática suizo-francesa con una carrera internacional entre 1892 y 1918.

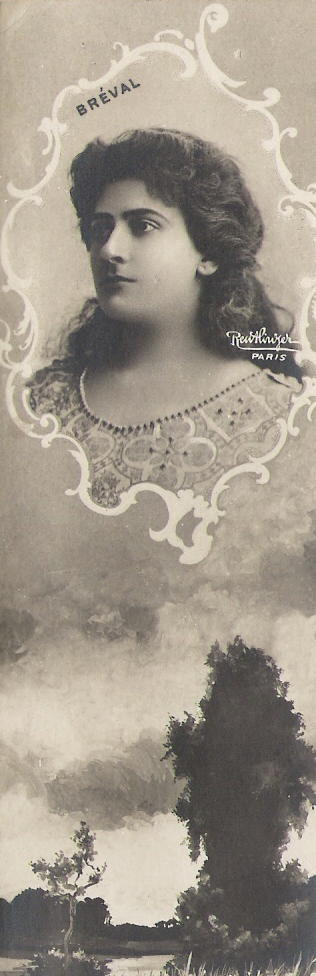

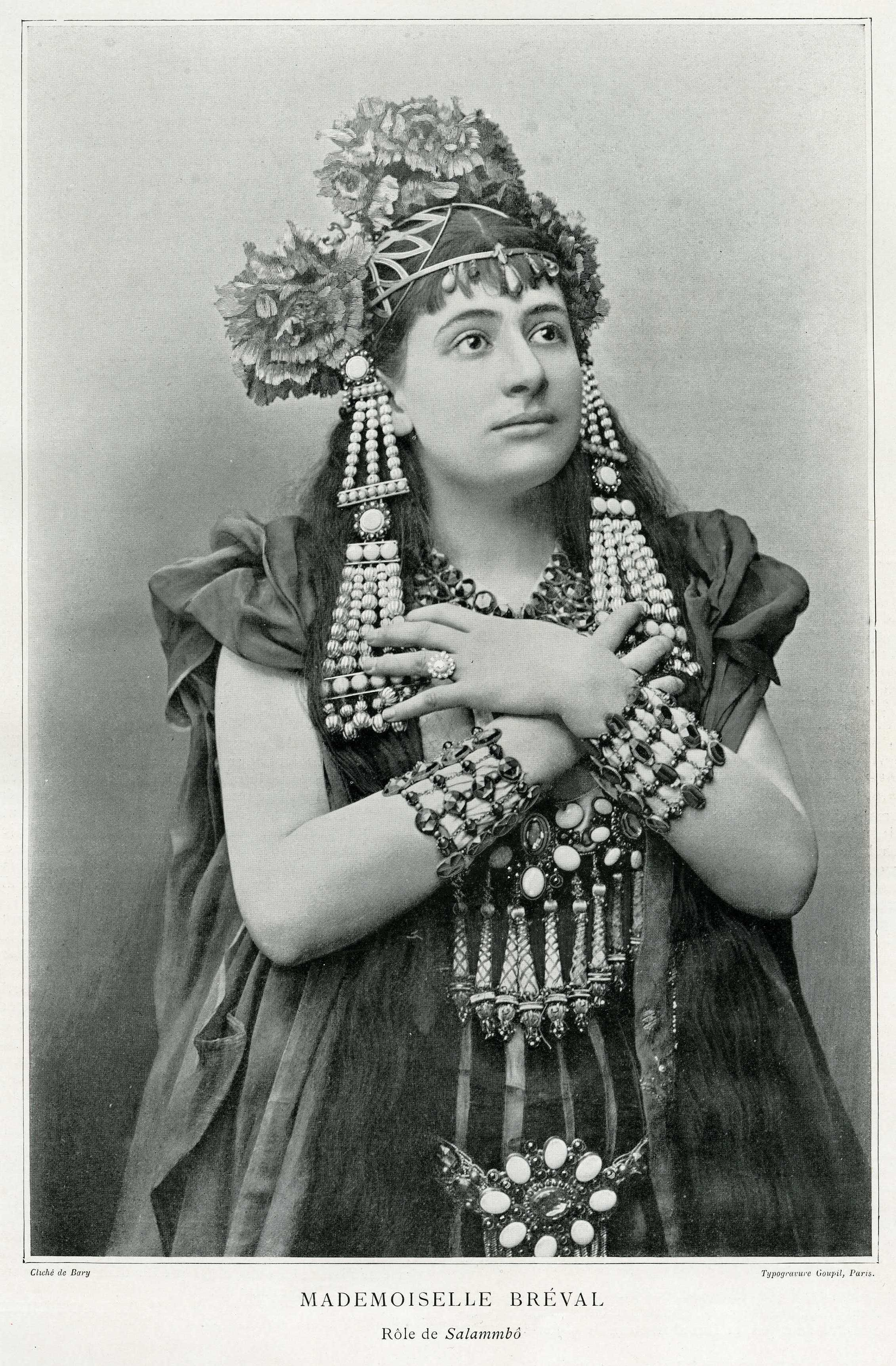

Fue diva absoluta en la  Opera de Paris especialmente asociada con roles del clasicismo, Gluck y Rameau y en óperas de Wagner. Favorita de compositores de la época estrenó obras de Massenet y Dukas.
Estudió piano en Lausana y  Ginebra, mudándose a París donde estudió voz con Victor Warot debutando en la opera parisina encomo La africana de Giacomo Meyerbeer. Estrenó La montaña negra de Augusta Holmès (1895), La hija de la estrella de Camille Erlanger (1904), Ariane et Barbe-bleue de Paul Dukas (1907),  Bacchus de Massenet (1909) y Monna Vanna de Henry Février (1909).
Fue la primera Kundry de Parsifal en Francia (1914) y fue famosa Brünnhilde en Die Walküre (1893), Venus en Tannhäuser (1895), Marguerite en La Damnation de Faust (1897) y en Hippolyte et Aricie de Rameau (1908).
Estrenó Grisélidis de Massenet en 1901y en 1910 fue la Lady Macbeth  en Macbeth en la ópera de Ernst Bloch quien se la dedicó. En 1913 creó Penélope de Gabriel Fauré en la Opéra de Monte-Carlo.
En 1899 cantó en el Covent Garden en Les Huguenots y en 1901 en el Metropolitan Opera como Chimène en Le Cid, Die Walküre y Salammbô de Ernst Reyer.